# Moscova (distrugător)
Distrugătorul Moscova (rusă – москва) a fost una din navele clasa Leningrad construite pentru Marina militară sovietică la sfârșitul anilor 1930. A fost finalizat în anul 1932, lansat la apă în 1934 și a devenit operativă în 1938. 

Au fost comandate două grupuri de câte trei nave: Proiectul 1 (Leningrad, Harkov și Moscova) și Proiectul 38 (Minsk, Tbilisi, Baku). Aceste nave au fost primele nave mari construite de sovietici după revoluție.

## Caracteristici
Distrugătorul Moscova avea o lungime de 127,5 m și o lățime de 11,7 m, armament performant și un echipaj de 344 de marinari.  Încărcat la capacitate maximă cântărea 2.623 de tone. Era dotat cu 5 tunuri de 130 mm, 9 tuburi lans-torpile și avea o viteză de 35 noduri. A fost numit  „Titanicul Mării Negre”.

## Istoric[1]
La 25 iunie 1941, Comandamentul Flotei Sovietice din Marea Neagră a aprobat planul de acțiune al atacului asupra Constanței. Forțele navale sovietice dispuse în Marea Neagră au fost organizate astfel: gruparea principală formată din nava de linie cuirasată Parijnaia Comuna de 23.000 tone, mai multe crucișătoare și distrugătoare, dispuse la 120 - 150 mile marine de Constanța, cu misiunea de neutralizare a apărării litoralului în vederea executării, ulterior, a unei operații de desant maritim. O altă grupare de lovire era compusă din crucișătorul Vorasilov și distrugătoarele Soobraziteli și Smaslennai cu misiunea de dezvoltare a succesului atacului grupării de cercetare-lovire formată din distrugătoarele mari de 3000 tone, conducătoare de flotilă Moscova și Harkov, care urma să atace rezervoarele și trenurile de carburanți de la Palas și din port. Atacurile navelor trebuiau susținute cu bombardamente ale aviației.
Grupul de cercetare-lovire a navigat spre raionul de atac cu viteza de 24 noduri. Pentru a evita lovirea de barajul de mine ancorate dispuse până la aproximativ 10-12 mile marine, cele două nave navigau cu paravanul antimină montat la prova. Instalațiile paravan ale navei Harkov din capul formației s-au rupt și scufundat. Atunci a trecut în fața liniei de șir Moscova cu paravanele la apă. La ora 00:15, submarinul Delfinul, aflat în larg la 30 mile marine, a observat o rachetă de semnalizare trasă de pe una din navele sovietice. La ora 03:30 distrugătorul Mărăști observă o formație de nave. Acestea ajung la 20 mile marine de litoral la ora 03:42. La ora 03:50, cele două nave sovietice și-au schimbat poziția din linie în formație de front, ca să poată folosi armament dintr-o poziție cât mai favorabilă. La Mărăști, aflat în zona Eforie Sud, se dă alarma de luptă și se începe apropierea de inamic. La fel procedează și distrugătorul Regina Maria, aflat în zona Agigea. La ora 04:02, cele două nave sovietice deschid focul de artilerie asupra portului și gării Palas. Au fost lovite și incendiate câteva cisterne petroliere de cale ferată și mai multe magazii. Imediat a deschis focul bateria de artilerie de coastă românească de la Agigea. În jurul orei 04:09 și ora 04:11, cele două distrugătoare românești deschid focul asupra navelor sovietice. Deschide focul și bateria germană „Tirpitz”, de mare calibru, care trage 39 de lovituri. Moscova, pătruns în barajul de mine, întoarce, lansează o perdea de fum și încearcă să părăsească lupta. Harkov este avariat ușor de un proiectil și se retrage. La ora 04:26, în babordul liderului Moscova a avut loc o puternică explozie care a rupt nava în două. În trei-patru minute, distrugătorul s-a scufundat. 
Vedetele torpiloare românești Viscolul, Viforul și Vijelia au plecat spre zona care încă fumega, aducând în port numeroși naufragiați: șapte ofițeri și 62 de marinari, printre care și comandantul navei, în stare de inconștiență.
Cauza scufundării navei Moscova nu a putut fi elucidată pe deplin. Se estimează că, probabil, s-a lovit de o mină marină din baraj, după ce a fost silită din cauza focului continuu de pe cele două distrugătoare românești să întoarcă în baraj. O altă variantă ar fi că a fost torpilată de submarinul sovietic ShCh-206 care se afla în zonă și care a confundat nava sovietică cu un distrugător românesc pentru că siluetele semănau sau, mai puțin probabil, o lovitură de tun într-o magazie de muniții a navei.
În ultimii ani s-au făcut câteva încercări de găsire a epavei cu echipe de scafandri dar fără succes.

Recent, în anul 2011, o echipă mixtă de scafandri din Ucraina, Federația Rusă și România utilizând sonare și aparatură de tip GPS, au reușit să localizeze epava navei Moscova.
Epava distrugătorului sovietic Moscova, se află scufundată în apele teritoriale ale României, la aproximativ 12 Mm de țărm, la adâncimea de 42 m.